# نورد سي ويرك

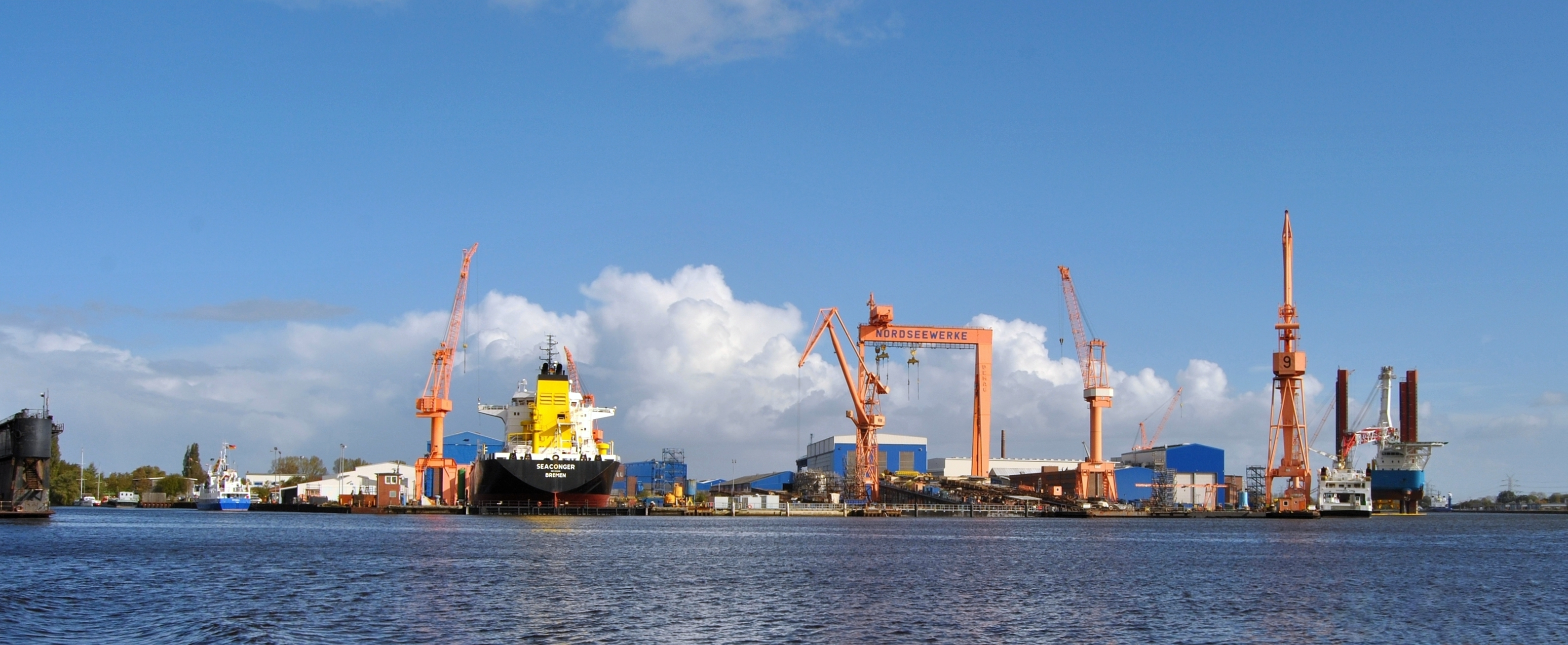
ميناء إمدن الداخلي في المقدمة من الجنوب الغربي عام 2010

نورد سي ويرك المحدودة (شركة بحر الشمال يختصر أحيانا NSWE، باللغة الإنجليزية) كانت شركة بناء سفن مقرها في امدن. تأسست في عام 1903 واستحوذت عليها شركة Schaaf Industrie AG في عام 2010.
استخدم حوض بناء السفن حوالي 1400 شخص في السنوات الأخيرة ومع ذلك كانت ثاني أكبر شركة في إمدن، بعد مصنع شركة فولكس فاغن للسيارات.

## التاريخ
تأسست الشركة في 11 مارس 1903 وكانت واحدة من الأقدم بين أحواض بناء السفن التي لا تزال قائمة في ألمانيا. قامت الشركة ببناء سفن تجارية من جميع الفئات للبحرية الإمبراطورية الألمانية خلال الحرب العالمية الأولى، و كريغسمارينه في الحرب العالمية الثانية وفي وقت لاحق لدويتش مارين.

## روابط خارجية
- صفحة الشركة الرئيسية
- U- القوارب التي بناها Nordseewerke خلال الحرب العالمية الثانية
- معلومات قاعدة ThyssenKrupp حول Nordseewerke